# Premi Goethe
El Premi Goethe (en alemany, Goethe-Preis; i en francès, Prix Goethe) és un premi literari alemany, força prestigiós, que ret homenatge a l'escriptor Johann Wolfgang Goethe. Va començar el 1927 sent un premi anual, però a partir del 1949 va esdevenir triennal, i dota el guanyador de 50.000 €. La cerimònia sempre se celebra el 28 d'agost, dia de l'aniversari del naixement de Goethe.
Els premiats n'han estat:
- 1927: Stefan George,  Alemanya
- 1928: Albert Schweitzer,  França
- 1929: Leopold Ziegler,  Alemanya
- 1930: Sigmund Freud,  Àustria
- 1931: Ricarda Huch,  Alemanya
- 1932: Gerhart Hauptmann,  Alemanya
- 1933: Hermann Stehr,  Alemanya
- 1934: Hans Pfitzner,  Alemanya
- 1935: Hermann Stegemann,  Alemanya
- 1936: Georg Kolbe,  Alemanya
- 1937: Erwin Guido Kolbenheyer,  Alemanya
- 1938: Hans Carossa,  Alemanya
- 1939: Carl Bosch,  Alemanya
- 1940: Agnes Miegel,  Alemanya
- 1941: Wilhelm Schäfer,  Alemanya
- 1942: Richard Kuhn,  Alemanya
- 1945: Max Planck,  Alemanya
- 1946: Hermann Hesse,  Alemanya
- 1947: Karl Jaspers,  Alemanya
- 1948: Fritz von Unruh,  Alemanya
- 1949: Thomas Mann,  Alemanya
- 1952: Carl Zuckmayer,  Alemanya
- 1954: Theodor Brugsch,  Alemanya
- 1955: Annette Kolb,  Alemanya
- 1958: Carl Friedrich von Weizsäcker,  Alemanya
- 1960: Ernst Beutler,  Alemanya
- 1961: Walter Gropius,  Alemanya
- 1964: Benno Reifenberg,  Alemanya
- 1967: Carlo Schmid,  Alemanya
- 1970: Gyorgy Lukacs,  Hongria
- 1973: Arno Schmidt,  Alemanya
- 1976: Ingmar Bergman,  Suècia
- 1979: Raymond Aron,  França
- 1982: Ernst Jünger,  Alemanya
- 1985: Golo Mann,  Alemanya
- 1988: Peter Stein,  Alemanya
- 1991: Wislawa Szymborska,  Polònia
- 1994: Ernst Gombrich,  Regne Unit
- 1997: Hans Zender,  Alemanya
- 2000: Siegfried Lenz,  Alemanya
- 2002: Marcel Reich-Ranicki,  Alemanya
- 2005: Amos Oz,  Israel
- 2008: Pina Bausch,  Alemanya
- 2009: Lars Gustafsson,  Suècia
- 2011: Adunis,  Síria
- 2014: Peter von Matt,  Suïssa